# Niels Bollmann
Niels Andersen Bollmann, född 11 juli 1939 i Brøns sogn, död 16 maj 1989, var en dansk politiker för Centrum-Demokraterne. Han var folketingsledamot 1977-1989 och Danmarks bostadsminister 10 september 1982 till 12 mars 1986.
Niels Bollmann var son till köpmannen Heinrich Bollmann (1902-1982) och Anna Andersen (1909-1976). Han tog realexamen 1955 och blev sedan lärling inom den danska tullen i Esbjerg. Han tog yrkesexamen från Toldskolen 1958 och arbetade som tullassistent i Köpenhamn (1960-1968) och Vejle (1968-1971) samt som tullkontrollant från 1971. Samtidigt studerade han räkenskaper och specialkurser i bl.a. edb. Han var även fackligt engagerad och var ordförande av Vejle toldassistentforening (1970-1974).
Bollmann lämnade alla uppdrag 1974 och engagerade sig i det nya partiet Centrum-Demokraterne. Han stod bakom partiets organisering i Vejle amt och var amtets partiordförande 1974-1976 samt partiets vice partiledare på riksnivå (1975-1977). Han blev invald i Folketinget 1977 och var partiets gruppsekreterare (1977-1981) och vice ordförande för folketingsgruppen (1981-1982). Han var partiets försvars- och skattepolitiska talesperson och vice ordförande i skatteutskottet (1977-1979) och försvarsutskottet (1979). Han var även FN-delegat 1978, suppleant i Europarådets (1978-1979 och 1981) och Natos parlamentariska församlingar.
Bollmann var Danmarks bostadsminister 10 september 1982 till 12 mars 1986. Han var folketingsledamot till sin död 1989.